# Amfiteatar u El Džemu
Amfiteatar u El Džemu iz 3. stoljeća je najveći rimski amfiteatar u Africi koji je mogao primiti oko 60,000 posjetitelja. Nalazi se u El Džemu (antički Thysdrus), malom poljoprivrednom naselju, 60 km južno od Suse. On je jedna od najkomplektnijih rimskih građevina, približivši se svom uzoru, Koloseju u Rimu. Samo postojanje ovako raskošne i komplicirane građevine u udaljenoj provinciji s malo stanovnika svjedoči o veličini i snazi carskog Rima.
Thysdrus je osobito bio uspješan za vladavine cara Hadrijana (117. – 138.) kada je postao središte proizvodnje maslinovog ulja. Izgradnja amfiteatra je otpočela 238. godine za cara Gordijana I. koji je ovdje proglašen rimskim carem. No, zbog političkih sukoba i izostanka financijske podrške iz Rima, on nikada nije dovršen. Kasnije je služio kao utvrda i bio je posljednji bastion Berbera protiv arapskih osvajača. Dok je bio arapska citadela dva puta je bio napadnut topovima, posljednji put u 17. stoljeću kada se stanovništvo sakrilo od osmanske vojske koja je zid raznijela topovima, a kamenje je poslužilo za izgradnju drugih građevina u gradu.
No, pored toga, amfiteatar u El Džemu je dobro sačuvan uz minimalne preinake i posljednji je spomenik ovog tipa iz rimskih vremena. On ima eliptični oblik, promjera 138 x 114 metara (arena ima promjer 64,5 x 38,8 metara), oko arene gdje se nalazilo 35,000 sjedećih mjesta, i izgrađen je od velikih kamenih blokova koji su morali biti doneseni s udaljenosti od 50 km jer je okolno kamenje bilo premekano za obradu. Izvorno je imao četiri kata i izgrađen je u potpunosti na ravnom terenu, za razliku od tadašnjeg običaja iskorištavanja padina brda kako bi se uštedjelo na materijalu. Zbog toga je morao biti sastavljen od složene mreže lučnih svodova, poput Koloseja. Ispod njega prolaze dva prolaza u kojima su životinje, zatvorenici i gladijatori čuvani prije nego što bi nastupili u krvavoj areni.
- Panorama ulaza u amfiteatar
- Pročelje amfiteatra
- Tlocrt i presjek
- Unutrašnjost amfiteatra
- Arena amfiteatra
- Podzemne ćelije

## Vanjske poveznice
- Fotografije Amfiteatra u El Džemu iz zraka